# Ante Starčević (kipar)
Ante Starčević (Zagreb, 29. kolovoza 1933. – Zagreb, 2. studenoga 2007.), bio je hrvatski kipar, grafičar, mozaičar, slikar, medaljer, plaketar, esejist, pjesnik, a pisao je i memoarsku prozu.

## Životopis
Članom je HDLU-a (ondašnji ULUH) od 1956. godine. Članom je medaljerske sekcije pri Gliptoteci u Zagrebu. Studirao je kiparstvo, kojeg je diplomirao 1957. godine na ALU u Zagrebu u klasi prof. Frane Kršinića i Antuna Augustinčića. Kao kipar je radio realistički, a skulpture su mu bile ekspresivna izraza.
Jednom je od osoba koja je osnovala LIKANAL 1966. godine i LIKUM.
Godine 1972. izašla je monografija o njemu, autora Jurja Baldanija.
Njegov autorski rad obilježile su teme ljudskog tijela, portreta, pa sve do simboličko-domoljubnih i religioznih motiva. 
Autorom je brončaniju vrata krstionice u šibenskoj katedrali, te više sakralnih djela po crkvama diljem Hrvatske i BiH. 
Autor je četiriju mozaika u franjevačkoj crkvi na Širokom Brijegu. Radio ih je od 1982. do 1986. godine. Prikazuju prikazuju Krista na križu, sv. Franju u zanosu, hrvatske franjevce, sv. Leopolda Mandića i sv. Nikolu Tavelića.
Poznat je i njegov spomenik podvodnom ribolovcu u Lošinju.

## Galerija
- Vitraj Kraljice neba i zemlje u crkvi u Gabela Polju
- Vitraj Križa u crkvi u Gabela Polju
- Vitraj Presvetog Trojstva u crkvi u Gabela Polju
- Kip Kraljice mira u Svetištu Kraljice mira u Hrasnu

## Vanjske poveznice
- Zagreb: Pokopan kipar Ante Starčević Objavljeno 6. studenoga 2007., pristupljeno 27. svibnja 2013.